# Barrio de San Miguel, Las Vigas de Ramírez
Barrio de San Miguel är en ort i Mexiko.   Den ligger i kommunen Las Vigas de Ramírez och delstaten Veracruz, i den sydöstra delen av landet, 210 km öster om huvudstaden Mexico City. Barrio de San Miguel ligger 2 417 meter över havet och antalet invånare är 1 323.
Terrängen runt Barrio de San Miguel är varierad, och sluttar norrut. Runt Barrio de San Miguel är det ganska tätbefolkat, med 90 invånare per kvadratkilometer. Närmaste större samhälle är Perote, 15,3 km sydväst om Barrio de San Miguel. I omgivningarna runt Barrio de San Miguel växer i huvudsak blandskog.